# UTC+06:30

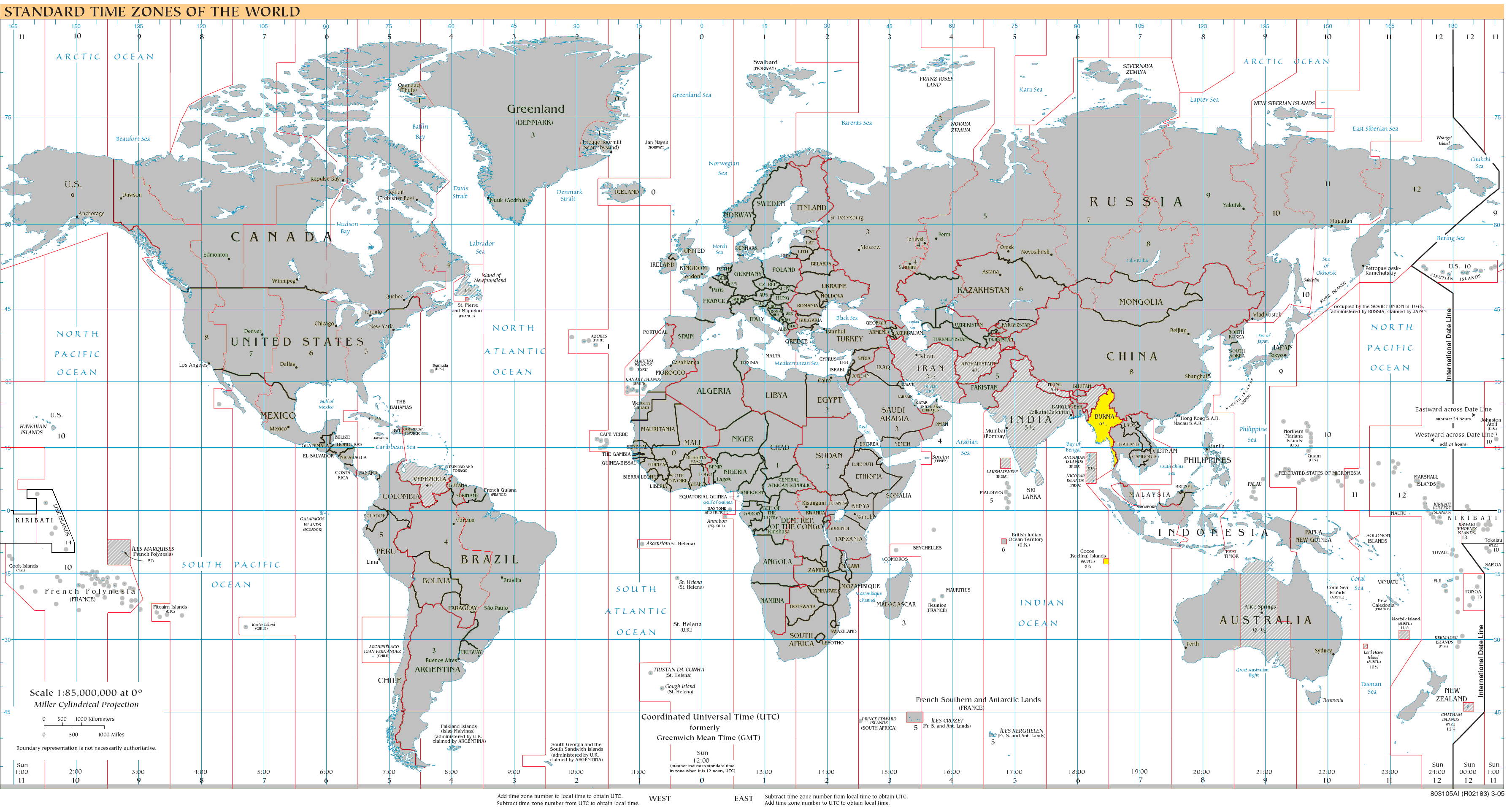
Az UTC+6:30 területei:

Az UTC+06:30 egy időeltolódás, amely hat és fél órával van előrébb az egyezményes koordinált világidőtől (UTC).

## Alap időzónaként használó területek (egész évben)

### Ázsia
- Mianmar

### Indiai-óceán
- Ausztrália
  -  Kókusz (Keeling)-szigetek (Ausztrália külbirtoka)

## Időzónák ebben az időeltolódásban
| Időzóna neve angolul | Időzóna neve magyarul | Időzóna rövidítése |
| -------------------- | --------------------- | ------------------ |
| Myanmar Time         | Mianmari idő          | MMT                |
| Cocos Islands Time   | Kókusz-szigeteki idő  | CCT                |

## Fordítás
Ez a szócikk részben vagy egészben  az   UTC+06:30 című angol Wikipédia-szócikk ezen változatának fordításán alapul.  Az eredeti cikk szerkesztőit annak laptörténete sorolja fel. Ez a jelzés csupán a megfogalmazás eredetét és a szerzői jogokat jelzi, nem szolgál a cikkben szereplő információk forrásmegjelöléseként.